# شبگرد پالائو
شبگرد پالائو (نام علمی: Caprimulgus phalaena) نام یک گونه از تیره شبگردان است.